# Нёнокса (река)
Нёнокса — небольшая река на севере Архангельской области России. Протекает в Приморском районе и городском округе «Северодвинск».
Река Нёнокса берёт начало к западу от села Нёнокса, протекает через озеро Нижнее. Впадает в Двинскую губу Белого моря в 1,7 мили к западу от мыса Толстик на Летнем берегу. Основной приток — река Верховка. Длина реки — 32 км.

## Галерея

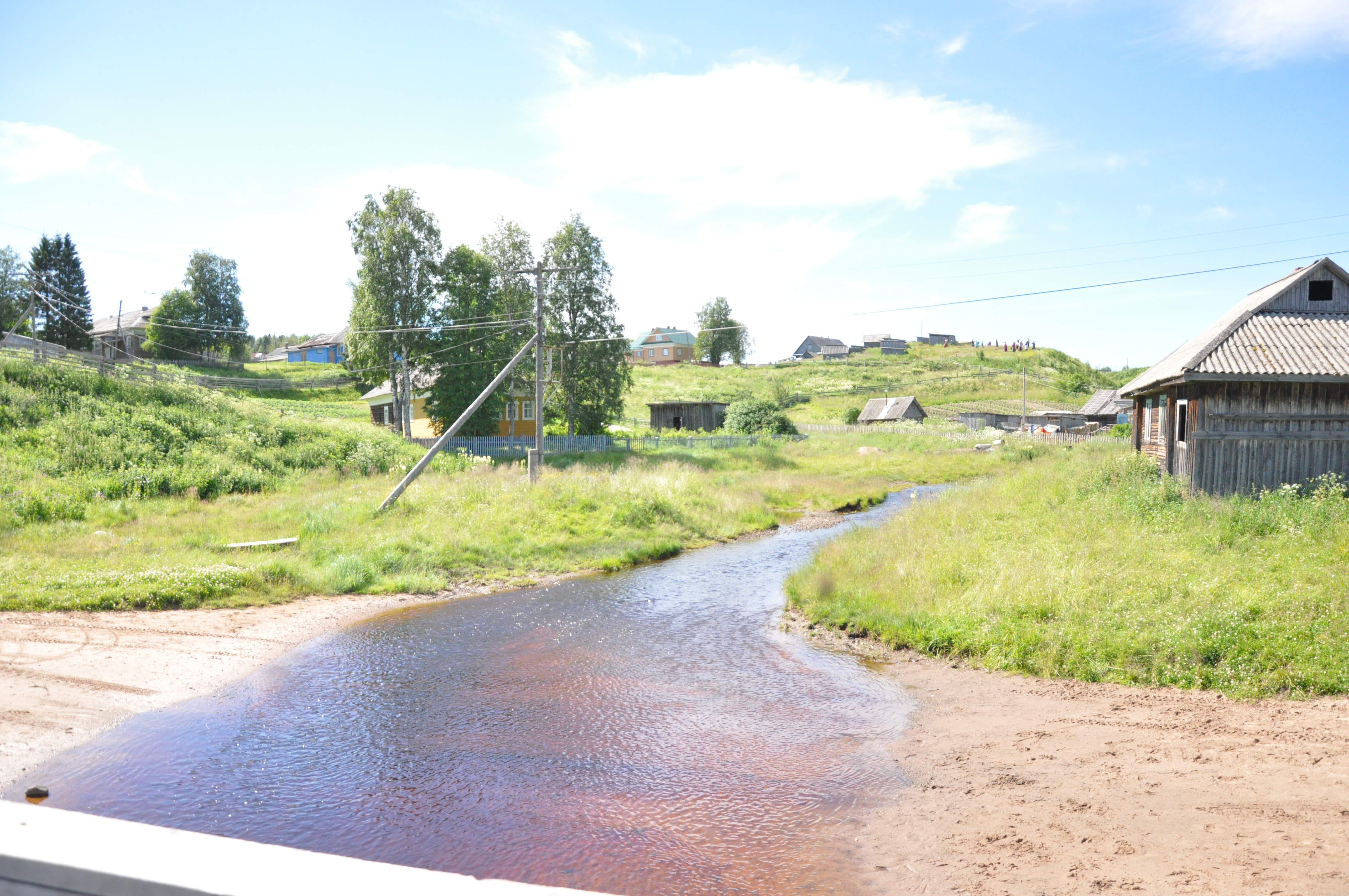
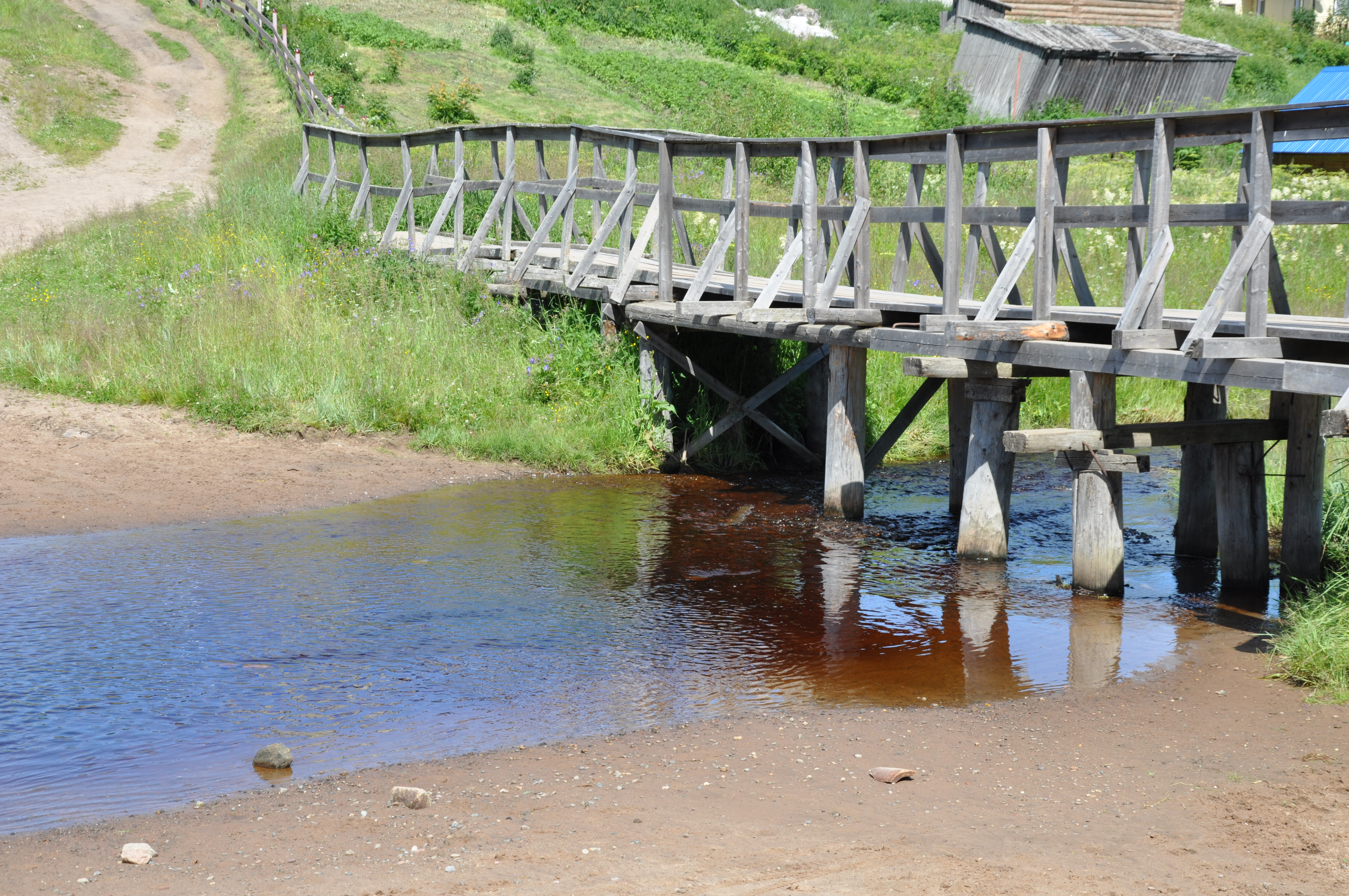